# Pierre Magnol
Pierre Magnol (Montpellier, 8 de junio de 1638 - ibíd. 21 de mayo de 1715) fue un botánico francés.

## Biografía
Hijo de un boticario, se apasiona intensamente por la historia natural y en particular por la botánica. En 1659, Pierre Magnol obtiene brillantemente su doctorado de medicina en la muy famosa universidad de la época : la de Montpellier. Gracias a la protección de Joseph P. de Tournefort (1656-1708) y de Guy-C. Fagon (1638-1718), se convierte en médico de la corte y suplente en el Jardín del rey.
Pero la cátedra de botánica le es refutada. Motivo : Pierre Magnol era protestante... En 1685, con la revocación del Edicto de Nantes, debe abjurar del protestantismo. Ese acto infame, le abre ascensos... : en 1694, obtiene finalmente una cátedra en la Facultad de medicina de Montpellier. En 1697, será director del Jardín de plantas de Montpellier y, en 1709, reemplaza a Tournefort en la Academia de las Ciencias francesa.
Llegó a poseer una remarcable flora de los ambientes de Montpellier, de los Alpes y de los Pirineos. Fue autor de Botaninum Monspeliense sive plantarum circa Monspelium nascentium index (Lyon, 1676), Botanicum Monspeliense, sive Plantarum circa Monspelium nascentium index. Adduntur variarum plantarum descriptiones et icones. Cum appendice quae plantas de novo repertas continet et errata emendat. (Montpellier, 1686)
Prodromus historiæ generalis plantarum, in quo familiæ per tabulas disponuntur (Montpellier, 1689), Hortus regius Monspeliensis, sive catalogus plantarum, quæ in horto regio Monspeliensi demonstrantur (Montpellier, 1697), Novus character plantarum (publicado póstumamente por su hijo, Antoine Magnol (1676-1759), en Montpellier, en 1720). Es sus diferentes obras, Magnol describe más de 2.000 especies, de las cuales, un buen número, lo eran por primera vez.
Por sus obras, fue reconocido como el más grande botánico de su era. Para ciertos historiadores, fue Magnol quien introduce el sistema moderno de clasificación de plantas por familia en botánica. Ciertamente él agregó en su Prodromus delimitaciones de las familias de plantas con un enlace de parentesco entre ellas. Y clasificó a las especies en 75 tablas fácilmente reconocibles por el empleo de un "o" de dos adjetivos. Asimismo si ciertos ajustes (ej. las liliáceas con las orquidáceas) no se ajustaban, mostraba una remarcable fineza del análisis.

## Obra
- Botanicum Monspeliense, sive Plantarum circa Monspelium nascentium index. Lyon, 1676

- Botanicum Monspeliense, sive Plantarum circa Monspelium nascentium index. Adduntur variarum plantarum descriptiones et icones. Cum appendice quae plantas de novo repertas continet et errata emendat. Montpellier, 1686

- Prodromus historiae generalis plantarum, in quo familiae plantarum per tabulas disponuntur. Montpellier, 1689

- Hortus regius Monspeliense, sive Catalogus plantarum quae in Horto Regio Monspeliensi demonstrantur. Montpellier, 1697

- Novus caracter [sic] plantarum, in duo tractatus divisus: primus, de herbis & subfructibus, secundus, de fructibus & arboribus. Montpellier, 1720 - publicó póstumamente su hijo Antoine Magnol (1676-1759)

## Honores

### Eponimia
En su honor, Carlos Linneo (1707-1778) rebautiza un árbol de flores magníficas, como Magnolia L. 1753.